# 피라스 알부라이칸
피라스 타리크 나세르 알부라이칸(2000년 5월 14일 ~ , 아랍어: فراس طارق ناصر البريكان, Firas Tariq Nasser Al-Buraikan)는 사우디아라비아의 축구 선수로 현재 알아흘리에서 스트라이커로 활약하고 있다.

## 수상

### 클럽
알나스르 FC
- 사우디 프로페셔널리그 : 우승 (2018-19), 준우승 (2019-20), 3위 (2017-18)
- 사우디아라비아 국왕컵 : 준우승 (2019-20)
- 사우디아라비아 슈퍼컵 : 우승 (2019, 2020)

### 국가대표팀
사우디아라비아 U-20
- AFC U-20 아시안컵 : 우승 (2018)

사우디아라비아 U-23
- AFC U-23 아시안컵 : 준우승 (2020)

사우디아라비아
- 아라비안 걸프컵 : 준우승 (2019)